# USS San Jacinto (CVL-30)
El USS San Jacinto (CVL-30) de la Armada de los Estados Unidos fue un portaaviones ligero de la clase Independence que sirvió durante la Segunda Guerra Mundial. Estuvo en la zona de combates de la Guerra del Pacífico hasta que Estados Unidos ganó la guerra en 1945. Recibió su nombre de la Batalla de San Jacinto durante la Independencia de Texas. El expresidente estadounidense George HW Bush sirvió a bordo del barco durante la Segunda Guerra Mundial.
Se propuso su transferencia a la Armada Española, pero el portaaviones ligero USS Cabot (CVL-28), de la misma clase Independence, fue enviado en su lugar.